# NGC 2993
NGC 2993 (другие обозначения — MCG -2-25-15, ARP 245, IRAS09434-1408, PGC 27991) — спиральная галактика (Sa) в созвездии Гидра.
Этот объект входит в число перечисленных в оригинальной редакции «Нового общего каталога».
В галактике вспыхнула сверхновая SN 2003ao типа II, её пиковая видимая звездная величина составила 17,3.